# Metapoblación

La población local (1) sirve de fuente de hibridación con poblaciones vecinas de subespecies (1.a, 1.b, and 1.c). Normalmente las poblaciones están separadas e independientes pero se superponen espacialmente durante períodos de apareamiento permitiendo el flujo genético entre las poblaciones.

Una metapoblación consiste de un grupo de poblaciones de una especie separadas en el espacio que interactúan a cierto nivel. El término fue acuñado por Richard Levins en 1969 para describir un modelo de dinámica de poblaciones de insectos que suponen plagas para la agricultura, pero la idea se ha difundido y se aplica más ampliamente a especies presentes en hábitats fragmentados natural o artificialmente. Según Levins "consiste de una población de poblaciones".
Generalmente se considera que una metapoblación está compuesta de varias poblaciones diferentes junto con zonas de hábitat adecuado que no están ocupadas en el presente. En la teoría clásica de metapoblaciones, cada población funciona en relativa independencia de las otras poblaciones y eventualmente puede extinguirse por fenómenos estocásticos demográficos (fluctuaciones al azar del tamaño de la población a causa de eventos demográficos); cuanto menor es la población, mayores las probabilidades de depresión endogámica y tendencia a la extinción.
Aunque las poblaciones individuales tengan un período de vida limitado, la metapoblación en su totalidad es más estable porque inmigrantes de una población que prospera pueden recolonizar a otra población que está declinando u ocupar hábitats dejados vacíos por poblaciones que se extinguieron. 
Al principio la teoría de metapoblaciones se aplicaba sólo a ecosistemas terrestres; después se extendió a ecosistemas marinos. En este caso, a veces se usa el término "sub-poblaciones" en vez de poblaciones locales. La mayoría de los ejemplos de metapoblaciones marinas se aplican a especies sedentarias que ocupan limitados trozos de hábitats con reclutamiento local y con reclutamientos de otras poblaciones locales que son parte de la metapoblación.